# Noms dels municipis de la República de Belarús
Els noms dels municipis de la República de Belarús (belarús: на́звы насе́леных пу́нктаў Рэспу́блікі Белару́сь) és una sèrie de manuals normatius que inclouen tots els noms dels municipis de Belarús dins de les subdivisions administrativoterritorials (província, districte, consells locals i rurals). La sèrie de manuals normatius consta de sis llibres, dirigits i editats per Valantsina Lemtsiuhova. El treball sobre aquests manuals va ser planejat, coordinat i supervisat pel Comitè Estatal de Propietat de la República de Belarús.
Cada llibre individual del manual conté el registre complet dels noms dels municipis d'una de les sis províncies de Belarús, que es presenten tant en l'alfabet ciríl·lic i llatí belarús, així com en rus. Els noms es presenten d'acord amb les normes ortogràfiques dels estàndards literaris del belarús i rus. A la part belarussa, els noms inclouen l'accentuació, el gènere gramatical, el plural, es presenten les paradigmes de declinació, les variants dels noms oficials moderns i els noms que, per alguna raó, han deixat d'emprar-se. El manual s'acompanya d'una introducció en belarús i rus, així com d'índexs alfabètics dels noms dels municipis en tres versions gràfiques.

## Publicacions
- Noms dels municipis de la República de Belarús. Província de Minsk: manual normatiu.  Minsk: Tėkhnalòhia, 2003. ISBN 978-985-458-054-8.
- Noms dels municipis de la República de Belarús. Província de Hrodna: manual normatiu.  Minsk: Tėkhnalòhia, 2004. ISBN 978-985-458-098-2.
- Noms dels municipis de la República de Belarús. Província de Hòmiel: manual normatiu.  Minsk: Tėkhnalòhia, 2006. ISBN 978-985-458-131-6.
- Noms dels municipis de la República de Belarús. Província de Mahiliou: manual normatiu.  Minsk: Tėkhnalòhia, 2007. ISBN 978-985-458-159-0.
- Noms dels municipis de la República de Belarús. Província de Vítsiebsk.  Minsk: Tėkhnalòhia, 2009. ISBN 978-985-458-192-7.
- Noms dels municipis de la República de Belarús. Província de Biérastse.  Minsk: Tėkhnalòhia, 2010. ISBN 978-985-458-198-9.

## Crítica
El professor d'història de l'escola secundària de Lucava, del districte de Malarita (província de Biérastse), Mikalai Balitsevitx (Мікалай Баліцэвіч), assenyala que al manual normatiu "Noms dels municipis de la República de Belarús: província de Biérastse" es mencionen només 188 noms de pobles perduts del districte de Malarita. No obstant això, com a resultat de les investigacions realitzades per ell i els seus alumnes, s'hi han afegit altres 173 noms. Això confirma que, anteriorment, no s'havien realitzat investigacions similars de manera seriosa.
La presidenta de la secció de toponímia de la Societat Geogràfica de Belarús, Raïssa Autxínnikava, considera que els manuals contenen molts errors i, per tant, necessiten ser revisats amb la participació de professionals de diverses disciplines: filòlegs, geògrafs, cartògrafs, historiadors, coneixedors de la història local i, sens dubte, veïns antics. Cal destacar que la mateixa Valantsina Lemtsiuhova, en la seva introducció al manual, afirma que "tot i la gran feina feta per ordenar l'ortografia dels noms dels municipis, encara és massa aviat per posar el punt final a aquesta tasca tan complicada. En el futur, es preveu considerar la possibilitat de convertir molts dels noms locals/variants en noms principals i oficials. Caldrà fer molt per alliberar la nostra toponímia de tot allò artificial i forjat, i retornar-li els autèntics noms històrics que van ser injustament esborrats durant el procés de canvis de nom. Hi ha qüestions pendents que s'han de resoldre de manera gradual, pas a pas, com es fa als països civilitzats, on les publicacions normatives i manuals són periòdicament actualitzats i millorats amb informació més precisa i nous avenços en el camp de la toponímia i la seva pràctica".